# Nemanja Ubović
Nemanja Ubović (in serbo Немања Убовић?; Belgrado, 24 febbraio 1991) è un pallanuotista serbo, centroboa del Vouliagmeni.

## Carriera
Dotato di una notevole possenza fisica, tipica del proprio ruolo, cresce nel VK Beograd, vera e propria fucina di talenti serbi. Nel 2010 si trasferisce a Novi Sad, nel Vojvodina, dove cresce ulteriormente e dove si classifica due volte al secondo posto in campionato. Nel 2013 avviene il passaggio al Barceloneta in Spagna. Con il club catalano conquista due campionati spagnoli, due Coppe del Re, due Supercoppe di Spagna e una LEN Champions League in due stagioni.
Il 24 giugno 2015 firma un contratto di due stagioni con l'AN Brescia, squadra che lascia dopo due stagioni per trasferirsi in Ungheria, all'Orvosegyetem.

## Palmarès

### Club
- Campionato spagnolo: 2

Barceloneta: 2013-14, 2014-15
- Copa del Rey: 2

Barceloneta: 2013-14, 2014-15
- Supercoppa di Spagna: 2

Barceloneta: 2013
Sabadell: 2020
- Coppa dei Campioni/Eurolega: 1

Barceloneta: 2013-14
- Coppe LEN: 1

AN Brescia: 2015-2016
- Campionato ungherese: 2

Ferencvaros: 2022, 2023
- Coppa d'Ungheria: 1

Ferencvaros: 2022
- Supercoppa LEN: 1

Barceloneta: 2014

### Nazionale
- Olimpiadi

Parigi 2024: 
- Mondiali

Budapest 2017: 